# تنش حرارتی

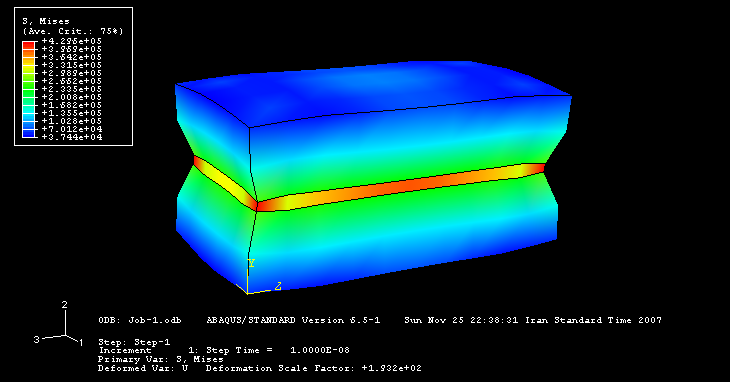
توزیع تنش حرارتی وارده بر یک کامپوزیت ساندویچی در طی سرمایش در اثر اختلاف ضریب انبساط حرارتی

تنش حرارتی (به انگلیسی: Thermal Stress) نوعی تنش است که در اثر وجود گرادیان حرارتی یا اختلاف ضریب انبساط حرارتی و در نتیجه انبساط یا انقباض ناهمگن در جسم به وجود می‌آید.
در یک مادهٔ همسانگرد همگن، مقدار متوسط تنش حرارتی در اثر گرادیان حرارتی به صورت زیر محاسبه می‌شود
:
{\displaystyle \ \sigma ={\frac {E\alpha \Delta T}{1-\nu }}}
که در آن {\displaystyle \sigma } تنش حرارتی وارده، {\displaystyle E} مدول یانگ، {\displaystyle \alpha } ضریب انبساط حرارتی، {\displaystyle \Delta T} گرادیان دما و {\displaystyle \nu } نسبت پواسون است.